# Municipalità di Mallala
La municipalità di Mallala è una Local Government Area che si trova in Australia Meridionale. Essa si estende su una superficie di 932,1 chilometri quadrati e ha una popolazione di 8.385 abitanti. La sede del consiglio si trova a Mallala.